# Poppy (Korean Ver.)
Poppy (Korean Ver.) – piosenka nagrana przez południowokoreańską grupę dziewcząt STAYC na ich czwarty single album Teddy Bear. Piosenka została wydana 3 lutego 2023 roku jako przedpremierowy cyfrowy singel przez High Up Entertainment.

## Historia wydania
1 lutego 2023 roku opublikowano harmonogram promocji nadchodzącego comebacku z ich nowym single albumem Teddy Bear, znalazło się na nim przedpremierowe wydanie „Poppy” w wersji koreańskiej, wcześniej piosenka ukazała się w języku japońskim na ich debiutanckim singlu pod tą samą nazwą. 3 lutego pojawiła się koreańska wersja „Poppy”, wraz z teledyskiem.

## Kompozycja
Piosenka „Poppy (Korean Ver.)” została napisana przez B.E.P, FLYT'a i Will.B, skomponowana przez B.E.P, Moon Seo-ul (Mumw), Moon Da-eun (Mumw) i Co-sho, a jej aranżacją zajęli się Rado i FLYT. Piosenka została opisana jako „dziwaczny” popowy utwór z „uzależniającym refrenem i uroczym, ale kiczowatym nastrojem”.